# كيران تشان
كيران تشان (بالإنجليزية: Kieran Chan)‏ (مواليد 29 ديسمبر 1984) هو سبّاح من بابوا غينيا الجديدة، مثّل بلاده في الألعاب الأولمبية الصيفية 2000.

## روابط خارجية
كيران تشان على موقع الاتحاد الدولي للسباحة (الإنجليزية)
- كيران تشان على موقع أوليمبيديا (الإنجليزية)